# Cynoglossus waandersii
Cynoglossus waandersii är en fiskart som först beskrevs av Bleeker, 1854.  Cynoglossus waandersii ingår i släktet Cynoglossus och familjen Cynoglossidae. Inga underarter finns listade i Catalogue of Life.